# A Gyűrűk Ura filmtrilógia zenéje
- Részlet a Gyűrű Szövetsége téma A Gyűrű Délre megy című számából

Nem tudod lejátszani a fájlt?
A Gyűrűk Ura filmtrilógia zenéjét Howard Shore szerezte, a stúdiófelvételkor pedig hangszerelte és vezényelte is. A három film hangszerelése igen bonyolult volt a rendező és a rajongók minőségi elvárásai, valamint a nagy (több mint 12 órás) terjedelem és a változatos zenei megoldások (szimfonikus és elektronikus hangszerek együttes alkalmazása) miatt.
Shore (a filmzenék történetében egyáltalán nem egyedüliként) az egyes helyeknek, fajoknak, eseményeknek külön-külön zenei témát (ún. vezérmotívumot) írt; ezért egyes dallamok a filmzene hallgatása közben többször elő- és előjönnek, különféle variációkban. A komponáláskor apró részletekre is ügyeltek, így például a móriai jelenetek aláfestésekor a kórus törpül (khuzdul nyelven) énekelt, a film elején lévő prológus Szauronhoz kapcsolódó jelenetei alatt pedig a Tolkien által a gonosz teremtmények számára alkotott Fekete Beszéd nevű nyelven énekelnek, hasonlóan a jelenetekhez kapcsolódó tünde, rohani stb. nyelvű betétek is színesítik a zeneművet.
A három film zenéjét a klasszikus zeneszerző, Richard Wagner ihlette.
Shore a Gyűrű Szövetségéért és a Király Visszatérért megkapta a legjobb eredeti filmzenének járó Oscar-díjat, valamint A Király visszatér végén hallható „Into the West” (Nyugatra) című dalért pedig (Fran Walsh-sal és Annie Lennox-szal megosztva) a legjobb eredeti betétdalét is.
A zenemű sztenderd kiadásaiból számos elem kimaradt, pl. egyes rövidebb betétdalok, illetve a filmtrilógia bővített verzióihoz használt témák – ilyen pl. a Gyűrű Szövetsége bővített verziójában annak a jelenetnek a zenéje, amelyet a Megyéből menekülő hobbitok egy éneklő tünde-csapat menetelésekor hallanak (a könyvbeli Gildor Inglorion-szakasznak megfelelő jelenet)). Ezek egy újabb, audiofil jellegű kiadásba, a Complete Recordingsba kerültek.

## Live to Projection
A Live to Projection egy olyan koncertsorozat, amelynek során A Gyűrűk Ura filmeket (amelyek hangsávja csupán a párbeszédekre és hangeffektekre korlátozódik) vetítik, miközben a zene élőben, a filmekkel szinkronban szólal meg. A koncerteket Ludwig Wicki és Erik Eino Ochsner vezénylik, és világszerte bemutatták őket, többek között Svájcban, Ausztráliában és az Egyesült Államokban.
A több tételből álló koncertek helyreállítják a filmzene fel nem használt vagy alternatív változatait (míg más hasonló filmkoncertek általában a végső filmzenét ismétlik), és még arra is szükség volt, hogy Howard Shore módosítson néhány ütemet, beleértve egy különleges entr'acte szvitet is.

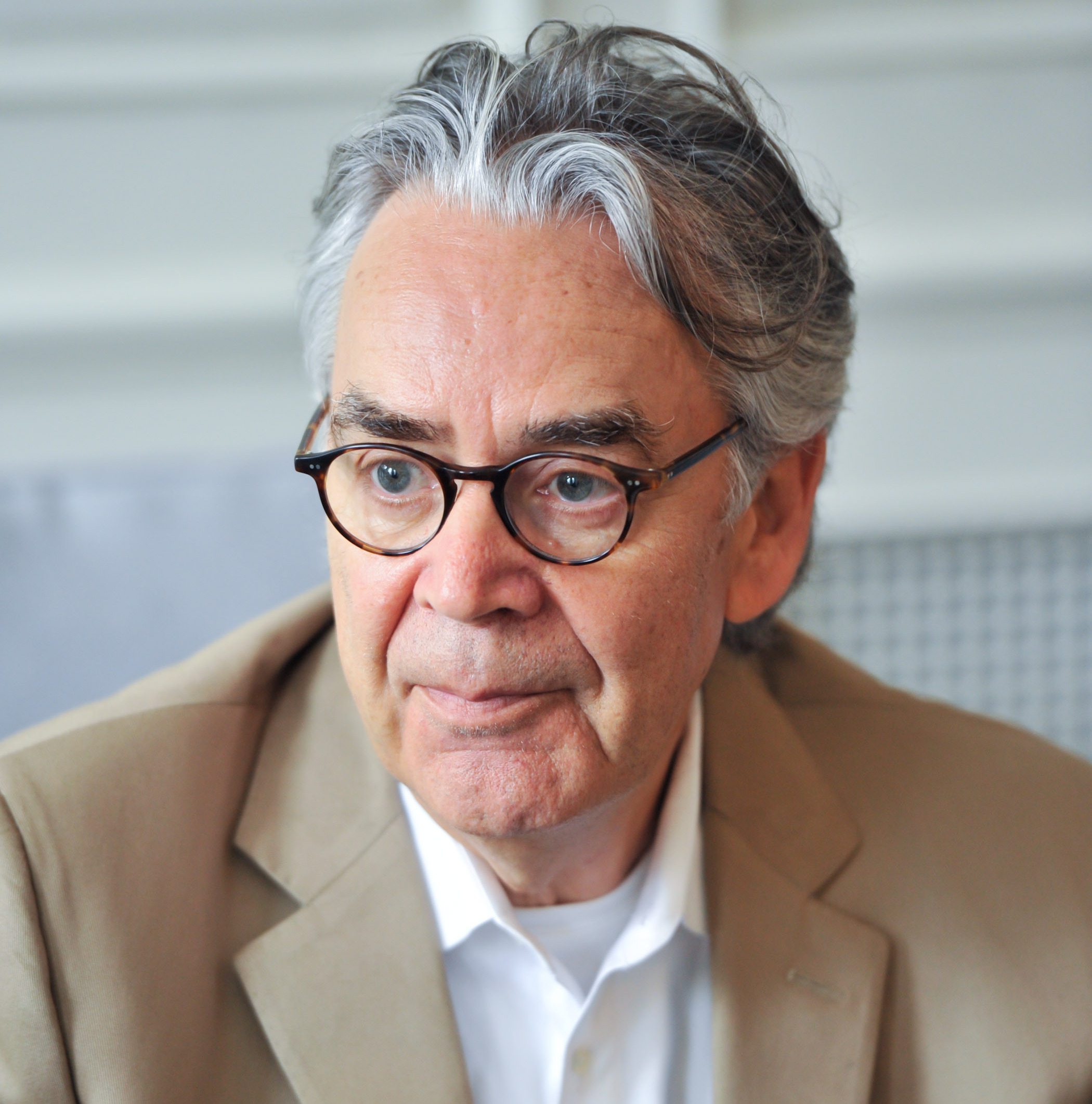
Howard Shore, A Gyűrűk Ura filmzenéjének zeneszerzője.

## Motívumok
Becslések szerint Howard Shore a trilógia számára 80 vezértémát alkotott meg. 
A legfőbb témák:
- Az Egy Gyűrű-téma
- A Szövetség-téma
- A Megye-téma
- A Fekete Lovasok-téma
- Középfölde-téma
- Vasudvard-téma
- Lothlórien-téma
- Mordor-téma
- Gollam-téma
- Rohan-téma
- Keselyüstök-téma
- Gondor-téma

## Filmdalok
Mindhárom epizód a szimfonikus / neoklasszikus motívumok mellett kapott egy-egy önálló, a könnyűzene keretein belül önállóan is életképes (sőt, Enya dala önállóan is megjelent, mint az énekesnő egyik single-je), amit jeles énekesnők hangja fémjelzett. Ezek részei a soundtracknak, mindegyik az epizódhoz kapcsolódó soundtrack végén helyezkedik el, és a filmben is, ugyanis többnyire a végefőcímben használták fel őket.  
- A Gyűrű Szövetsége – Enya – May It Be (Legyen így)
- A két torony – Emiliana Torrini – Gollum's Song (Gollam dala)
- A király visszatér – Annie Lennox – Into the West (Nyugatra)

## Filmzenék

### A Gyűrűk Ura – A Gyűrű Szövetsége
The Lord of the Rings – The Fellowship of the Ring
Zeneszerző: Howard Shore és Enya
Kiadási dátum: 2001. november 20.
Hossza: 71:24
Számok
- „The Prophecy” – 3:54
- „Concerning Hobbits” – 2:55
- „The Shadow of the Past” – 3:33
- „The Treason of Isengard” – 4:01
- „The Black Rider” – 2:48
- „At the Sign of the Prancing Pony” – 3:14
- „A Knife in the Dark” – 3:34
- „Flight to the Ford” – 4:15
- „Many Meetings” – 3:05
- „The Council of Elrond”, benne az „Aníron (Aragorn and Arwen motívuma)” (szerezte és előadja Enya) – 3:49
- „The Ring Goes South” – 2:03
- „A Journey in the Dark” – 4:20
- „The Bridge of Khazad Dum” – 5:57
- „Lothlórien” – 4:34
- „The Great River” – 2:43
- „Amon Hen” – 5:02
- „The Breaking of the Fellowship” – 7:21
- „May It Be” (szerezte és előadja Enya) – 4:16

### A Gyűrűk Ura – A két torony
The Lord of the Rings – The Two Towers
Zeneszerző: Howard Shore
Kiadás: 2002. december 10.
Hossza:72:46
Számok:
- „Foundations of Stone” – 3:51
- „The Taming of Sméagol” – 2:48
- „The Riders of Rohan” – 4:05
- „The Passage of the Marshes” – 2:46
- „The Uruk-hai” – 2:58
- „The King of the Golden Hall” – 3:49
- „The Black Gate Is Closed” – 3:17
- „Evenstar” (Isabel Bayrakdarian) – 3:15
- „The White Rider” – 2:28
- „Treebeard” – 2:43
- „The Leave Taking” – 3:41
- „Helm's Deep” – 3:53
- „The Forbidden Pool” – 5:27
- „Breath of Life” (Sheila Chandra) – 5:07
- „The Hornburg” – 4:36
- „Forth Eorlingas” (Ben Del Maestro) – 3:15
- „Isengard Unleashed” (Elizabeth Fraser & Ben Del Maestro) – 5:01
- „Samwise the Brave” – 3:46
- „Gollum's Song” (előadja Emilíana Torrini) – 5:51

### A Gyűrűk Ura – A király visszatér
The Lord of the Rings – The Return of the King
Zeneszerző: Howard Shore
Kiadás: 2003. november 25.
Hossza: 72:05
Számok:
- „A Storm Is Coming” – 2:52
- „Hope and Memory” – 1:45
- „Minas Tirith” – 3:37
- „The White Tree” – 3:25
- „The Steward of Gondor” – 3:53
- „Minas Morgul” – 1:58
- „The Ride of the Rohirrim” – 2:08
- „Twilight and Shadow” – 3:30
- „Cirith Ungol” – 1:44
- „Andúril” – 2:35
- „Shelob's Lair” – 4:07
- „Ash and Smoke” – 3:25
- „The Fields of the Pelennor” – 3:26
- „Hope Fails” – 2:20
- „The Black Gate Opens” – 4:01
- „The End of All Things” – 5:12
- „The Return of the King” – 10:14
- „The Grey Havens” – 5:59
- „Into the West” (Annie Lennox) – 5:49

## A „Complete Recording” kiadások
A filmzenék elkészülte után Howard Shore ismét stúdióba vonult, és elkészítette a Complete Recording kiadásokat, amelyek a bővített dvd-ken elhangzó összes zenei anyagot is tartalmazzák, díszdobozban. Egyelőre csak külföldön kapható, és információink sincsenek afelől, hogy tervezik-e a magyar kiadást.

### A Gyűrűk Ura – A Gyűrű Szövetsége
The Lord of the Rings – The Fellowship of the Ring
Zeneszerző: Howard Shore. Szövegek: J.R.R. Tolkien, Philippa Boyens, David Salo.
Kiadás: 2005. december 13.
Hossza: 3:00:35 (Három lemezen)
Első lemez:
- „Prologue: One Ring to Rule Them All” – 7:16 [Prológus: Egy Gyűrű mind fölött…]
- „The Shire” – 2:29 [A Megye]
- „Bag End” – 4:35 [Zsáklak], benne "The road goes ever on and on" (ének: Sir Ian McKellen)
- „Very Old Friends” – 3:12 [Régi jó barátok]
- „Flaming Red Hair” – 2:39 [Lángoló vörös haj/Egy rég várt ünnepély]
- „Farewell Dear Bilbo” – 1:45 [„Ég veled, drága Bilbó!”]
- „Keep It Secret, Keep It Safe” – 8:45 [„Tartsd titokban, rejtsd el!”] (ének: Sir Ian Holm,  Dominic Monaghan, Billy Boyd)
- „A Conspiracy Unmasked” – 6:09 [Egy leleplezett összeesküvés]
- „Three Is Company” – 1:58 [Hármasban sem rossz]
- „The Passing of the Elves” – 2:39 [A tündék átkelése/Nemestündék]
- „Saruman the White” – 4:09 [Fehér Szarumán]
- „A Shortcut to Mushrooms” – 4:07 [Toronyiránt a gombákhoz]
- „Strider” – 2:34 [Vándor]
- „The Nazgul” – 6:04 [A Gyűrűlidércek], benne "Song of Lúthien" (zene és ének: Viggo Mortensen)

Második lemez:
- „Weathertop” – 2:14 [Széltető/Tőr a sötétben]
- „The Caverns of Isengard” – 4:54 [Vasudvard gödrei]
- „Give Up the Halfling” – 4:49 [„Add át a félszerzetet”]
- „Orthanc” – 1:06 [Orthanc]
- „Rivendell” – 3:26 [Völgyzugoly]
- „The Sword That Was Broken” – 3:34 [A kettétört Kard]
- „The Council of Elrond Assembles” – 4:01 [Elrond Tanácsa összeül]
- „The Great Eye” – 5:30 [A Nagy Szem]
- „Gilraen's Memorial” – 5:01 [Gilraen szobra]
- „The Pass of Caradhras” – 5:04 [A Vörösfoki hágó]
- „The Doors of Durin” – 6:03 [Durin kapuja]
- „Moria” – 2:27 [Mória]
- „Gollum” – 2:26 [Gollam]
- „Balin's Tomb” – 8:30 [Balin sírja]

Harmadik lemez
- „Khazad-dum” – 8:00 [Khazad-dûm]
- „Caras Galadhon” – 9:20 [Caras Caladhon]
- „The Mirror of Galadriel” – 6:21 [Galandriel tükre]
- „The Fighting Uruk-hai” – 11:32 [Az Uruk-hai harcosok]
- „Parth Galen” – 9:13 [Parth Galen]
- „The Departure of Boromir” – 5:29 [Boromir eltávozik…]
- „The Road Goes Ever On… (Part 1)” – 5:58 [Az útnak vége nincs soha… (1. rész)]
- „May It Be” – 3:26 [Talán] (írta és előadja: Enya)
- „The Road Goes Ever On… (Part 2)” – 3:41 [Az útnak vége nincs soha… (2. rész)] (ének: Ben Del Maestro)

### A Gyűrűk Ura – A két torony
The Lord of the Rings – The Two Towers
Zeneszerző: Howard Shore. Szövegek: J.R.R. Tolkien, Philippa Boyens, David Salo.
Kiadás: 2006. november 7.
Hossza: 3:08:12 (három lemezen)
Első lemez
- „Glamdring” – 3:50 [Glamdring]
- „Elven Rope” – 2:19 [Tündekötél]
- „Lost In Emyn Muil” – 4:14 [Eltévedve Emyn Muilban]
- „My Precious” – 2:56 [„Drágaságom!”]
- „Uglúk's Warriors” – 1:41 [Uglúk harcosai/Az uruk-hai orkok]
- „The Three Hunters” – 6:12 [A Három Vadász]
- „The Banishment Of Éomer” – 3:54 [Éomer száműzése]
- „Night Camp” – 2:50 [Éjszakai táborozás]
- „The Plains Of Rohan” – 4:14 [Rohan mezei]
- „Fangorn” – 5:13 [Fangorn]
- „The Dead Marshes” – 5:07 [A Holtláp/Át az ingoványon]
- „Wraiths On Wings” – 2:07 [Szárnyas lidércek]
- „Gandalf The White” – 6:47 [Fehér Gandalf/A Fehér Lovas]
- „The Dreams Of Trees” – 1:54 [A Fák álmai/Énekek az entasszonyokról]
- „The Heir Of Númenor” – 6:50 [Númenor örököse]
- „Ent-draught” – 2:53 [Az entek itala]

Második lemez
- „Edoras” – 4:34 [Edoras]
- „The Court Of Meduseld” – 3:10 [Meduseld csarnoka/Az Aranycsarnok]
- „Théoden King” – 6:12 [Théoden király] (ének: Miranda Otto)
- „The King's Decision” – 2:07 [A király döntése]
- „Exodus From Edoras” – 5:42 [Kivonulás Edorasból]
- „The Forests Of Ithilien” – 6:37 [Ithilia erdői]
- „One Of The Dunedain” – 7:13 [Egy dúnadán] (ének: Isabel Bayrakdarian)
- „The Wolves Of Isengard” – 4:22 [Vasudvard farkasai]
- „Refuge At Helm's Deep” – 3:59 [Menedék a Helm-szurdokban]
- „The Voice Of Saruman” – 1:11 [Szarumán hangja]
- „Arwen's Fate” – 3:58 [Arwen sorsa] (ének: Sheila Chandra)
- „The Story Foretold” – 3:38 [A megjósolt történet]
- „Sons Of The Steward” – 6:02 [A helytartó fiai]
- „Rock And Pool” – 2:54 [Szikla és tó]
- „Faramir's Good Council” – 2:20 [Faramir jó tanácsa]

Harmadik lemez
- „Aragorn's Return” – 2:11 [Aragorn visszatérése]
- „War Is Upon Us” – 3:35 [„A háború itt van”]
- „Where Is The Horse And The Rider?” – 6:15 [„Hol a ló és a lovasa?”]
- „The Host Of The Eldar” – 2:50 [Az eldák serege]
- „The Battle Of The Hornburg” – 2:52 [Kürtvári csata]
- „The Breach Of The Deeping Wall” – 3:03 [A szurdokfak áttörése]
- „The Entmoot Decides” – 2:06 [Az ent-tanács döntése]
- „Retreat” – 4:40 [Visszavonulás] (ének: Elizabeth Frazier)
- „Master Peregrin's Plan” – 2:31 [Peregrin úrfi terve]
- „The Last March Of The Ents” – 2:31 [Az entek utolsó menete] (ének: Ben Del Maestro)
- „The Nazgul Attack” – 2:45 [A nazgûl támadása]
- „Theoden Rides Forth” – 5:47 [Théoden kilovagol] (ének: Ben Del Maestro)
- „The Tales That Really Matter” – 12:01 [A nagy regék, amikre mindenki emlékszik]
- „Long Ways To Go Yet” – 8:05 [Még hosszú út vár], benne "Gollum's song" (ének: Emiliana Torrini)

### A Gyűrűk Ura – A király visszatér
The Lord of the Rings – The Return of the King
Zeneszerző: Howard Shore. Szövegek: J.R.R. Tolkien, Philippa Boyens, David Salo.
Kiadás dátuma: 2007. november 20.
Hossza: 3:49:15 (négy lemezen)
Első lemez
- „Roots and Beginnings” – 6:30 [Gyökerek és kezdetek]
- „Journey to the Crossroads” – 2:17 [A keresztút felé]
- „The Road to Isengard” – 2:17 [Vasudvard felé]
- „The Foot of Orthanc” – 4:41 [Az Orthanc lába]
- „Return to Edoras” – 1:51 [Visszatérés Edorasba]
- „The Chalice Passed” – 1:50 [Az átadott kehely]
- „The Green Dragon” – 0:34 [A Zöld Sárkány] (ének: Billy Boyd, Dominic Monaghan)
- „Gollum's Villainy” – 2:09 [Gollam tőrbe csal]
- „Éowyn's Dream” – 1:24 [Éowyn álma]
- „The Palantír” – 3:09 [A palantír]
- „Flight from Edoras” – 2:18 [Menekülés Edorasból]
- „The Grace of Undómiel” – 6:20 [Undómiel kegyelme] (ének: Renée Fleming)
- „The Eyes of the White Tower” – 4:32 [A Fehér Torony szemei]
- „A Coronal of Silver and Gold” – 8:26 [Egy ezüst és arany korona]
- „The Lighting of the Beacons” – 9:01 [A jelzőtüzek meggyújtása]

Második lemez
- „Osgiliath Invaded” – 8:47 [Osgiliath lerohanása] (ének: Ben Del Maestro)
- „The Stairs of Cirith Ungol” – 2:41 [Cirith Ungol lépcsői]
- „Allegiance to Denethor” – 3:20 [Hűség Denethorhoz]
- „The Sacrifice of Faramir” – 4:08 [Faramir áldozata], benne "The edge of night" (zene és ének: Billy Boyd)
- „The Parting of Sam and Frodo” – 4:04 [Samu és Frodó elválása]
- „Marshalling at Dunharrow” – 4:57 [Gyülekezés Dúnhargban]
- „Andúril – Flame of the West” – 3:28 [Andúril – Nyugat Lángja]
- „The Passing of the Grey Company” – 4:12 [A Szürke Sereg távozása]
- „Dwimorberg – The Haunted Mountain” – 2:26 [Dwimorberg – a Kísértethegy]
- „Master Meriadoc, Swordthain” – 1:40 [Trufiádok mester, a rohani nemes]
- „The Paths of the Dead” – 6:22 [A Holtak Ösvénye]
- „The Siege of Gondor” – 9:01 [Gondor ostroma]
- „Shelob's Lair” – 8:53 [A Banyapók odúja]
- „Merry's Simple Courage” – 2:09  [Trufa bátorsága]

Harmadik lemez
- „Grond – The Hammer of the Underworld” – 1:33 [Grond – Az alvilág pörölye]
- „Shelob the Great” – 5:13 [A Nagy Banyapók]
- „The Tomb of the Stewards” – 3:58 [Helytartók sírja]
- „The Battle of the Pelennor Fields” – 4:10 [A csata Pelennor mezején]
- „The Pyre of Denethor” – 2:59 [Denethor máglyája]
- „The Mûmakil” – 0:57 [A mûmakok]
- „Dernhelm in Battle” – 2:06 [Dernhelm csatában]
- „A Far Green Country” – 1:28 [„Egy távoli zöld ország…”]
- „Shieldmaiden of Rohan” – 5:07 [Rohan harcos leánya]
- „The Passing of Théoden” – 2:16 [Théoden halála]
- „The Houses of Healing” – 2:58 [Az ispotály] (ének: Liv Tyler)
- „The Tower of Cirith Ungol” – 4:41 [Cirith Ungol Tornya]
- „The Last Debate” – 4:21 [Az utolsó haditanács], benne "Asëa Aranion" (ének: Sissel)
- „The Land of Shadow” – 6:30 [A Homály Földjén]
- „The Mouth of Sauron” – 8:15 [Szauron szája] (furulya: Sir James Galway)
- „For Frodo” – 3:17 [„Frodóért!”] (ének: Ben Del Maestro)

Negyedik Lemez
- „Mount Doom” – 4:09 [A Végzet Hegye] (ének: Renée Fleming)
- „The Crack of Doom” – 4:02 [A Végzetkatlan]
- „The Eagles” – 2:24 [A sasok] (ének: Renée Fleming)
- „The Fellowship Reunited” – 12:18 [Újra együtt a Szövetség] (fuvola: Sir James Galway, ének: Viggo Mortensen, Renée Fleming)
- „The Journey to the Grey Havens” – 7:35 [Út Szürkerévbe] (furulya: Sir James Galway)
- „Elanor” – 1:28 [Elanor] (furulya: Sir James Galway)
- „Days of the king” – 11:10 [A király napjai], benne "Into the west" (ének: Annie Lennox)
- „Bilbo's Song” – 2:57 [Bilbó dala]